# Honor Grenville, viscountessa Lisle
Honor Grenville, viscountessa Lisle, född 1493, död 1566, var en engelsk hovfunktionär. Hon är känd som författaren till den bevarande korrespondens som har blivit publicerad som Lisle Letters, och som ses som en historisk källa om det samtida England.

## Biografi
Honor Grenville var dotter till Sir Thomas Grenville och Isabella Gilbert, och gifte sig först med Sir John Basset och sedan med Arthur Plantagenet, 1:e viscount av Lisle. Hon var mor till bland andra Anne Bassett och Katharine Basset.
Honor Grenville nämns år 1532 då hon ingick bland de hovdamer som åtföljde Anne Boleyn och Henrik VIII under statsbesöket i Frankrike. Mellan 1533 och 1540 var hennes make Lord deputy of Calais och därmed denna besittnings styresman. Av kvarvarande korrespondens att döma hade hon stort inflytande över sin make, så till den grad att Thomas Cromwell en gång påminde hennes make om att han i sin politik inte bara kunde göra vad hans fru sade åt honom att göra. 1540 välkomnade paret Anna av Kleve på hennes väg till giftermålet med Henrik VIII.
Paret var välkända katoliker. År 1540 greps hennes make och fängslades i Towern anklagad för en påstådd katolsk komplott mot Henrik VIII. Honor Grenville sattes i husarrest, anklagad för att vara inblandad. Under en tid föreslogs det även att det var hon snarare än hennes make som låg bakom komplotten. År 1542 frigavs slutligen paret. Hennes make avled dock strax därpå. Hon förmodas sedan ha dragit sig tillbaka till hans familjegård.